# Walter Aircraft Engines
A Walter Aircraft Engines é uma empresa que fabrica motores aeronáuticos, particularmente o turboélice M601. Baseado em Praga, na República Checa, a empresa se tornou uma subsidiária da GE Aviation em Julho de 2008.

## História
A companhia foi fundada por Josef Walter em 1911 para produzir motocicletas e triciclos motorizados. Começaram a fabricar carros em 1913, tanto com modelos próprios e mais tarde o Fiat 508 e o Fiat 514 sob licença. A produção automobilística se encerrou em 1954.
A partir do início dos anos 1920 a empresa fabricou motores aeronáuticos da BMW sob licença, além de outros motores radiais a pistão. Na década de 1930 a Walter produziu também os motores Bristol Jupiter, Mercury e Pegasus sob licença, antes de iniciar seu próprio motor de quatro e seis cilindros em linha invertido refrigerado a ar e em 1936 um motor V12 invertido..
Os motores aeronáuticos da Walter eram utilizados por Forças Aéreas de treze países antes da Segunda Guerra Mundial.
Durante a Segunda Guerra Mundial a Walter produziu motores Argus sob licença para a Alemanha. A produção do turbojato BMW 003 foi preparada, mas nenhum motor chegou a ser produzido.
As instalações da Walter sobreviveram intactas durante a guerra e em 1946 a empresa foi nacionalizada como Motorlet n.p.. Eles produziram motores a pistão soviéticos sob licença e em 1952 a produção do motor a jato Walter M-05 foi iniciada - este era o motor soviético Klimov VK-1, baseado Rolls-Royce Nene, que era utilizado no MiG-15, e foi exportado para muitos países. A companhia produziu uma série de motores soviéticos durante a década de 1950 e 1960, com a produção de motores a pistão sendo encerrada em 1964, sendo continuada pela Avia.
Em 1995, a empresa foi privatizada como Walter a.s., e em 2005 a divisão de motores aeronáuticos se tornou a Walter Aircraft Engines.  Em Julho de 2006, foi adquirida pela empresa de investimentos checa FF Invest. Em Março de 2007, foi anunciado que a Walter Aircraft Engines iria se fundir com a divisão de motores aeronáuticos da Avia.
Em Setembro de 2007 foi anunciado que os ativos da empresa (que não incluíam suas instalações em Praga) seriam comprados pela GE Aviation. A transação foi concluída em Julho de 2008. O interesse da GE na Walter era relacionado ao desejo desta empresa de competir mais agressivamente com a Pratt and Whitney no mercado de pequenos motores turboélice; A Pratt Whitney possui uma grande fatia deste mercado. A Walter produz o motor M601, com o qual a GE espera refinir e se posicionar contra o PT6 da Pratt and Whitney. A Walter atualmente produz 120 motores M601 por ano; a intenção da GE era de aumentar a produção para que em 2012 produzisse 1.000 motores por ano.

## Motoress

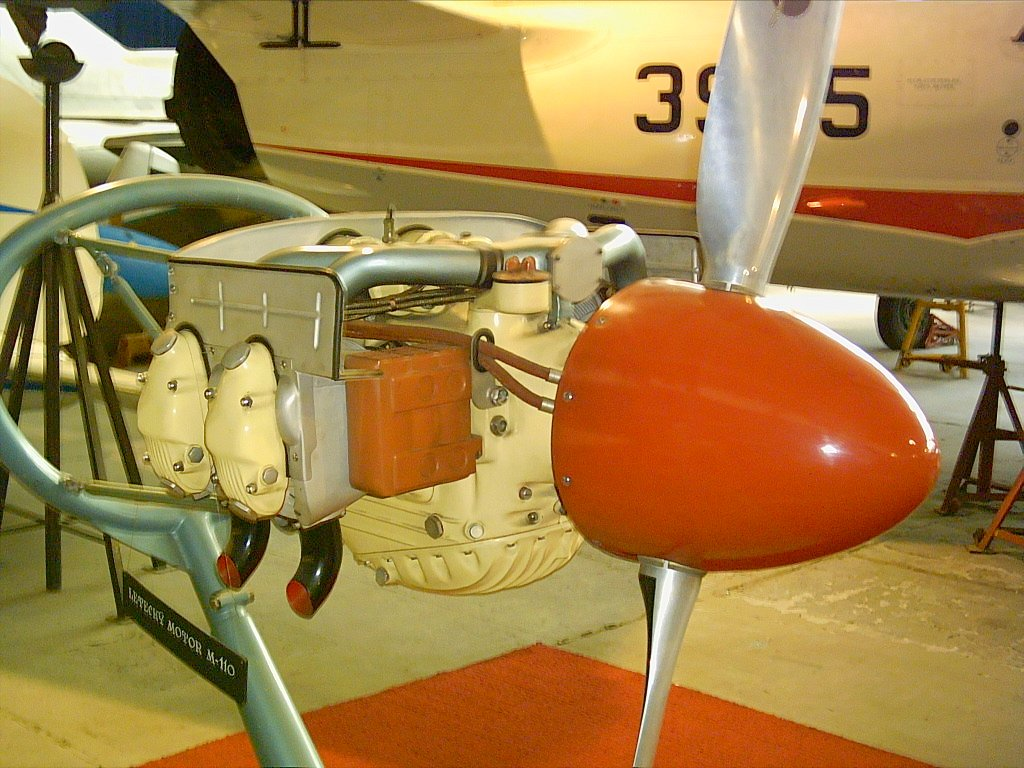
M110

- Walter Atlas
- Walter Atom
- Walter Bora
- Walter Castor
- Walter Gemma
- Walter Junior
- Walter M110
- Walter M202
- Walter M208
- Walter M332
- Walter M337
- Walter M601
- Walter M602
- Walter Major
- Walter Mars
- Walter Mikron
- Walter Minor
- Walter NZ 40
- Walter NZ 60
- Walter NZ 85
- Walter NZ 120
- Walter Pollux
- Walter Regulus
- Walter Sagitta
- Walter Scolar
- Walter Super Castor
- Walter Vega
- Walter Venus